# Jonatan Hellvig
Jonatan Hellvig (Lidingö, 5 de octubre de 2001) es un deportista sueco que compite en voleibol, en la modalidad de playa.
Participó en los Juegos Olímpicos de París 2024, obteniendo una medalla de oro en el torneo masculino (haciendo pareja con David Åhman).
Ganó una medalla de plata en el Campeonato Mundial de Vóley Playa de 2023 y tres medallas en el Campeonato Europeo de Vóley Playa entre los años 2022 y 2025.

## Palmarés internacional
| Juegos Olímpicos   | Juegos Olímpicos      | Juegos Olímpicos | Juegos Olímpicos |
| Año                | Lugar                 | Medalla          | Pareja           |
| ------------------ | --------------------- | ---------------- | ---------------- |
| 2024               | París (Francia)       | Medalla de oro   | David Åhman      |
| Campeonato Mundial |                       |                  |                  |
| Año                | Lugar                 | Medalla          | Pareja           |
| 2023               | Tlaxcala (México)     | Medalla de plata | David Åhman      |
| Campeonato Europeo |                       |                  |                  |
| Año                | Lugar                 | Medalla          | Pareja           |
| 2022               | Múnich (Alemania)     | Medalla de oro   | David Åhman      |
| 2023               | Viena (Austria)       | Medalla de oro   | David Åhman      |
| 2025               | Düsseldorf (Alemania) | Medalla de plata | David Åhman      |